# Nangade (distrito)
Nangade é um distrito da província de Cabo Delgado, em Moçambique, com sede na vila de Nangade. Tem limite, a norte com a Tanzânia através do rio Rovuma, a oeste e sul com o distrito de Mueda, a sul e leste com o distrito de Mocímboa da Praia e a leste com o distrito de Palma. 

## Demografia
Em 2007, o Censo indicou uma população de 62 734. Com uma área de 3031  km², a densidade populacional chegava aos 20,70 habitantes por km².
De acordo com o Censo de 1997, o distrito tinha 50 483 habitantes, daqui resultando uma densidade populacional de 16,7 habitantes por km².

## Divisão administrativa
O distrito está dividido em dois postos administrativos (Nangade e Ntamba), compostos pelas seguintes localidades:
- Posto Administrativo de Nangade:
  - Litingina, e
  - Nangade
- Posto Administrativo de Ntamba:
  - Itanda,
  - Mualela, e
  - Nambedo